# Erik Glosimodt
Erik Waldemar Glosimodt (født 19. december 1881 i Oslo, død 19. september 1921 i Trondheim) var en norsk arkitekt.
Glosimodt studerede først under Herman Major Schirmer ved Den kongelige Tegneskole i Oslo og blev gennem denne påvirket af byggeskikken i landområderne i Østlandet. Han gik også på Kunstakademiet i København. Som uddannet arkitekt arbejdede Glosimodt hos Ole Sverre fra 1904 til 1907. Derefter var han i København, hvor han blandt andet tegnede Palace Hotel i København sammen med Anton Rosen. Tilbage hos Sverre medvirkede han ved ombygningen af Grand Hotel.
I 1911 etablerede han sit eget firma i Oslo. Han vandt konkurrencen om Sparebanken i Haugesund i 1913. Omtrent samtidig fik han den opgave, der nok har gjort ham mest kendt: en række stationer på Dovrebanen: Fokstua, Vålåsjø, Hjerkinn, Kongsvoll og Drivstua, alle i national stil og med barok- og rokokoornamentering.
Glosimodt tegnede også flere mindre stationer i hovedstaden, på Holmenkollbanen og Ekebergbanen. Desuden tegnede han kiosker for kioskfirmaet Narvesen, blandt andet den der stadig står på hjørnet af Karl Johans gate og Rosenkrantz' gate.
Glosimodt omkom i jernbaneulykken Nidareid-ulykken i 1921.